# Хипотеза за космичен произход
Хипотезата за космичен произход твърди, че животът на Земята е пренесен от космоса, чрез панспермия (от гръцки пан-всеобщ, и сперма). Тя не предлага механизъм който да обясни възникването на живота, а само измества явлението извън пределите на Земята. Още през V век пр.н.е. гръцкият учен Анаксагор изказва идеята за извънземния произход на живота. През 1865 г. Х.Рихтер стига до идеята на Анаксагор сам, подчертавайки, че зародишите на живота са пренесени на Земята от метеорити или космически прах.
Във видоизменена форма хипотезата за панспермията или „космическата посявка“ е разработена и от шведския биохимик Сванте Арениус през 1884 г. Според него животът на Земята е произлязъл от спори на растения или микроорганизми, пренесени от друга планета под действието на слънчевата светлина или чрез метеорити. На тази теория противоречи откритието на П.Бекерле, че космичните и особено ултравиолетовите лъчи действат убийствено върху всяка форма на живот, т.е. не е възможно пренасянето на жиснеспособни зародиши при наличието на космичните лъчи във Вселената.